# Filosofia feminista
O feminismo filosófico é uma corrente filosófica nascida há três séculos, com maior relevância nos séculos XX e XXI. Esta linha de pensamento soube vincular os conceitos de mulher e filosofia a partir de novos pontos de vista. Anteriormente, alguns pensadores recolhiam em seus livros as opiniões da filosofia acerca das mulheres. Com o feminismo filosófico, foram elas quem passaram a opinar sobre a filosofia e filosofar sobre suas próprias condições. Depois das obras precursoras de outras filósofas como a marquesa de Châtelet, Olympe de Gouges e fundamentalmente Mary Wollstonecraft, o ensaio O Segundo Sexo, de Simone de Beauvoir, consolidou, na metade do século XX, o nascimento desta nova disciplina filosófica, centrada na mulher.
A disciplina reexaminou criticamente o que pensadores como Aristóteles ou Hegel teorizaram sobre as mulheres, comprovando os fartos prejuízos filosóficos impregnados no pensamento androcêntrico, não somente na cultura popular (como, por exemplo, nos ditados populares), mas também na ciência.
A revisão dos clássicos dotou estes estudos de uma estrutura conceitual tal que lhes permite teorizar acerca do feminino e dos problemas que as mulheres enfrentam em suas vidas diárias.
Na Espanha, destacam-se autoras como a drª. Celia Amorós e dona Amelia Valcárcel. Nos Estados Unidos, as principais filósofas feministas contemporâneas são Nancy Fraser, Seyla Benhaib e Judith Butler.